# 115-й батальон шуцманшафта
115-й батальон охранной/вспомогательной полиции (115-й шуцманшафт батальон нем. 115 Bataillon  Schutzmannschaft / Schutzmannschaftsbataillon [SchutzmannschaftsBtl.] 115) — коллаборационистское подразделение охранной/вспомогательной полиции, сформировано в начале 1942 года в Киеве из части распущенного Буковинского куреня (некоторые члены которого были также включены в состав шуцманшафт батальонов 109 и 118) и из местных добровольцев в июле 1942 года. 
Командиром батальона назначен майор Пфаль, заместителем − гауптман Поль. В каждую сотню (роту) и взвод офицерами назначены один немец и один украинец. Первым комендантом батальона стал сотник Дмитрий Дмитренко. 
В 1942-1944 годах батальон выполнял карательные операции против партизан на территории оккупированной Белорусской ССР.

## В Киеве
Создание подразделения из расформированных немцами украинских куреней (объединённых Буковинского и Киевского куреней) было начато в Киеве в начале 1942 года. В январе личный состав был обмундирован в литовскую униформу.
28 февраля служащие батальона подписали контракты на два года службы,  после чего им были выданы винтовки, и они начали нести службу по охране порядка в Киеве. Буковинцы, которые влились в состав батальона, были разбросаны по разным сотням, без образования отдельного подразделения.
Первоначально батальон размещался в Киеве на ул. Левашовской в бывших помещениях милиции.
На протяжении весны численность батальона была увеличена за счёт военнопленных и мобилизованной на работу молодёжи.

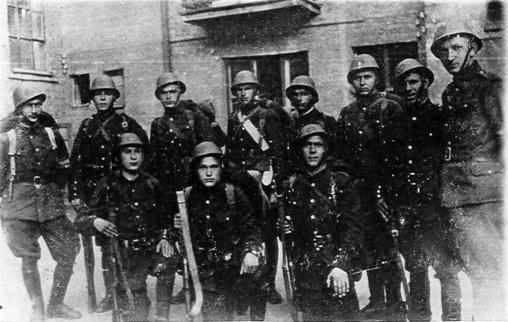
115 батальон Шуцманшафт после получения оружия. Стоят слева направо: В.Гаврилишин, ?, Рак, В.Бажай, И.Пилипюк, О.Титинюк, Вепрюк, Илашкевич; присели слева направо: О.Билак, И.Семеген, С.Исопчук. Киев, весна 1942 года.

В этот период немцы пытались ликвидировать любые проявления украинского характера 115-го батальона. В отличие от сине-жёлтых нарукавных повязок, которые носили члены Буковинского куреня, стрелки батальона должны были носить белые повязки со своим порядковым номером (№ 1 − у командира батальона). До какого-то времени допускались трезубцы на головных уборах, которые военнослужащие батальона получали от своих друзей из подполья, но вскоре были вынуждены снять и их.
В конце февраля стало известно, что в лесах примерно в 100 км к северу от Коростеня, возле села Хабино, появились советские партизаны, как оказалось впоследствии, вооружённые автоматами и ручными гранатами парашютисты, которые якобы «терроризировали местное население и даже убили нескольких крестьян за отказ вступить в их отряд». На разведку из Киева была выслана 1-я сотня батальона под командой сотника Остапенко и двух немецких офицеров. Две недели они безуспешно прочёсывали леса. Тем временем партизаны, узнав о слабости вооружения сотни (личный состав которой был вооружён лишь старыми русскими винтовками и единственным пулемётом, который находился в руках немца), устроили в густом лесу засаду и полностью её разбили. Сразу после боя на место происшествия были отправлены 2-я и 3-я сотни под командованием майора Пфаля. На месте предыдущего боя были найдены все убитые бойцы батальона, их перевезли в село Хабино и с воинскими почестями похоронили во дворе местной церкви. После короткого отдыха 1-я и 2-я сотни вернулись в Киев, а через несколько дней и 3-я.
В Киеве жизни батальона пошла привычным путём. Военнослужащие занималась военной муштрой и охраной артиллерийского парка возле Печерского монастыря. Поскольку муштра становилась всё более изнурительной, а погода в марте-апреле была дождливой и холодной, военнослужащие батальона с желанием несли караульную службу на постах, размещённых по берегам Днепра. Здесь, в частности, было обнаружено несколько мест, где советские войска при отступлении бросили в воду огромные запасы продовольствия: тысячи мешков сахара, окаменевшего в воде, наполовину испорченную муку, рожь, пшено и тому подобное. Часть найденного пошла, в том числе, на нужды батальона.
Одновременно проводились гонения на националистические элементы в батальоне, в основном на буковинцев и галичан. Ни один из них не был повышен на руководящие должности, а в мае немцами были проведены масштабные аресты «западников». «Где-то во время Зелёных Праздников немцы арестовали всех офицеров, буковинцев и галичан, были много арестовано и унтер-офицеров. Все были арестованы гестапо с ул. Короленко, 33, откуда так и никто не вернулся».
После арестов в батальоне офицеров стало не хватать, и немцы повысили в ранг офицеров бывших сержантов Красной Армии, не назначая на эти должности никого из буковинцев или галичан. Сотником 3-й сотни был назначен капитан ещё царской армии Некрасов. В августе гестапо произвело обыск у нескольких военнослужащих, которые пришли в батальон из походных групп ОУН и у сотника Кравца. Искали антинемецкие националистические листовки, а через несколько дней после этого один из немецких офицеров приказал снять с головных уборов трезубец. Этот приказ — вместе с кадровой чисткой — был очень показательным. В результате, как отмечал очевидец этих событий, «отпал всякий вопрос о германской политике на Украине».
Поскольку в Киеве находилось большое количество галицких и буковинских добровольцев, которым после расформирования украинских частей нечего было делать, а также ввиду размещения в городе 3-х лагерей военнопленных (с которыми что-то нужно было делать), из состава 115-го батальона была выделена одна рота (сотня) для создания нового подразделения — 118-го шуцманшафт батальона.
В июне 1942 года батальон пополнился молодыми парнями в возрасте около 20 лет из Киева, Белой Церкви, с Черкащины, которые были набраны там для вывоза на работу в Германию. На основе выделенной из 115-го батальона сотни, в которой служило много бывших членов Буковинского куреня, этого пополнения (и военнопленных РККА) в июле был сформирован ещё один, 118-й шуцманшафт батальон, который первоначально располагался в одном дворе со 115-м по ул. Левашовской. При этом, фактически, третья рота 115-го батальона стала первой ротой 118-го батальона. После окончательной комплектации в июле 115-й батальон насчитывал 350 человек.

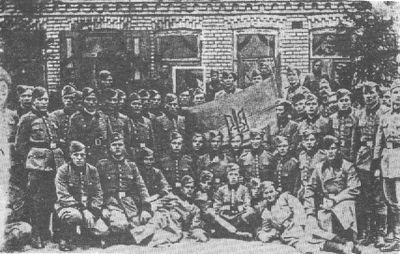
115-й батальон шуцманщафта на церемонии освящения желто-голубого флага. Деречин, Белоруссия. 31 октября 1943 года.

Во время реформирования из Киева исчезли стрелок Завьялец, раненый весной в Хабино, и писарь 3-й сотни бунчужный Стрелецкий — в батальоне ходили слухи, что они отправились к повстанцам в волынские леса. Это были не первые дезертиры. Тяжёлые обстоятельства службы в 115-м и 118-м батальонах и дискриминация западных украинцев, уже с первых месяцев их существования побуждали военнослужащих к дезертирству, хотя, как вспоминал Орест Билак, «буковинцы думают, что это невыгодно, чтобы наши дезертировали», потому что им на смену приходил красноармейский и белогвардейский элемент, часто равнодушный и иногда враждебный ко всему украинскому. С другой стороны, близость украинского националистического подполья и его влияние на личный состав делали батальоны в глазах немцев ненадёжными в случае их возможного применения на Украине. Поэтому немецкое командование сделало всё, чтобы отдалить личный состав украинских батальонов от украинского подполья, лишив их возможности помогать друг другу.
В августе 1942 года майор Пфаль объявил, что скоро батальон отправится из города на важное задание, а на зиму вернётся снова в Киев. Личному составу были выданы наплечники, подсумки, пояса. Начались ежедневные упражнения с полной выкладкой. Во дворе казарм по улице Левашовской состоялся смотр боевой готовности обоих батальонов, после чего стало известно, что их перебрасывают в Белоруссию.
27 августа 1942 года 115-й батальон покинул свои казармы и отправился на железнодорожную станцию по улице Красноармейской мимо польского костёла, по той же дороге, по которой 9 месяцев назад вступал в Киев Буковинский Курень. Военнослужащие шли под тяжёлым впечатлением казни двух дезертиров, Малашича и Боднаренко, которую гестаповцы в «воспитательных целях» провели во дворе казармы на Левашовской перед построенными в дорогу батальонами. Вечером, когда стемнело, 115-й батальон навсегда покинул Киев, за ним отправился и 118-й батальон. Их отправляли в Белоруссию, где они провели почти два года в боях с советскими партизанами.

## В Белоруссии

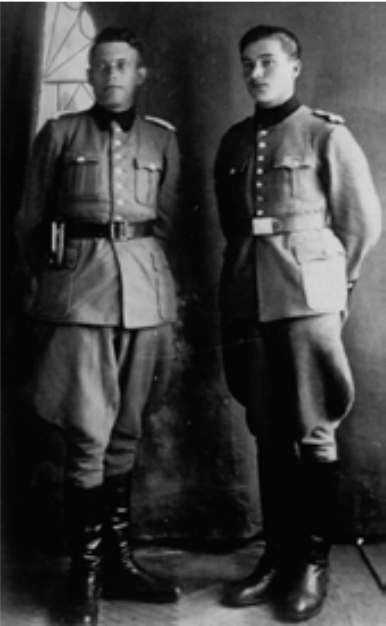
Офицеры 115-го батальона вспомогательной полиции в немецкой полицейской униформе без петлиц. Киев, 1942.

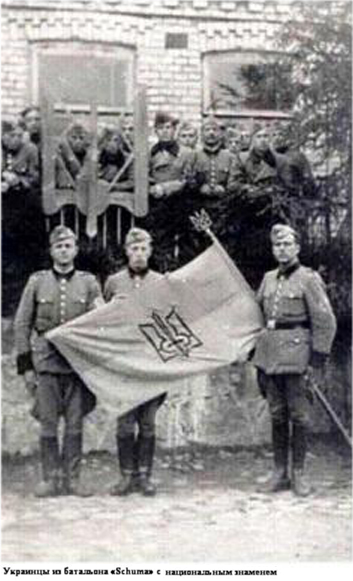
Сотрудники 115-го батальона шуцманшафта держат флаг с эмблемой ОУН(м)

В июле 1944 года 115-й и 118-й батальоны составили 2-й батальон 76-го полка 30-й дивизии СС. и были переброшены во Францию для выполнения охранных функций. После переброски эти формирования были переименованы, соответственно, в 62-й и 63-й шуцманшафт батальоны в составе 30-й гренадерской дивизии СС (2-й русской) (нем. 30.Waffen-Grenadier-Division der SS (russische Nr. 2).

## 2-й украинский батальон имени Тараса Шевченко
21 августа 1944 года 62-й и 63-й батальоны были объединены в единое формирование (62-й батальон); были назначены новые немецкие командиры. Однако в боях против французских партизан новое формирование участия не принимало, так как уже 27 августа (в день, назначенный немцами для выхода на антипартизанские позиции) практически в полном составе перешло на сторону французского движения сопротивления. Из перешедших на сторону французских партизан был сформирован 2-й украинский батальон имени Тараса Шевченко (фр. Le 2 Bataillon Ukrainien des Forces Francaices de L’Interier, Groupement Frontiere, Sous-Region D.2.).
После освобождения территории Франции оба батальона вошли в состав 13-й полубригады и Маршевого полка французского Иностранного легиона, в рядах которого воевали до конца войны.
Другая часть украинцев, которая при вступлении а Иностранный легион подписала контракт на два года, осталась во Франции и влилась в рабочую группу по созданию 215-й пехотной роты (фр. Groupement d'infanterie 215me Compagnie). После сформирования роту, в состав которой вошли также югославы и итальянцы, разместили на окраине Марселя Аляш-ля-Понш, а 28 января 1945 года перевели в местечко Лестакю на улицу Гранд в дом бывшего итальянского консульства. Командовали ротой французские офицеры. Основные задачи, которые выполняла рота, состояли в конвоировании военнопленных немцев. После окончания войны рота продолжила службу до начала осени 1945 года. 10 сентября 1945 года был объявлен приказ французского командования о демобилизации роты в недельный срок.